# Uli Edel
Ulrich Edel (* 11 de abril de 1947 en Neuenburg am Rhein) es un director de cine y de telefilms alemán. Entre sus películas de mayor éxito se encuentran Yo, Cristina F., Última salida, Brooklyn y R.A.F. Facción del Ejército Rojo.

## Carrera
Tras estudiar Arte Dramático y Germanística en Múnich, Uli Edel fue admitido en la Escuela Superior de Cine y Televisión (Hochschule für Fernsehen und Film, abreviado HFF) de dicha ciudad. Allí conoció a Bernd Eichinger, con el que compartió la fascinación por la nouvelle vague, el neorrealismo italiano y el cine de Hollywood, y que posteriormente fue productor de varias de sus películas más importantes. Ambos conocieron también en la HFF a Herman Weigel, que escribió los guiones de algunos de sus cortos y posteriormente de la película Yo, Cristina F.
Entre los cortos que Uli Edel dirigió en la HFF se encuentran Der kleine Soldat, de 1971, con guion de Weigel y con Eichinger como director de producción y Tommy kehrt zurück, de 1973, también con guion de Weigel. Al mismo tiempo que asistía a la HFF, Edel tomó lecciones de interpretación, interesándose por las teorías de Stanislavski y Strasberg. Tras su graduación en 1974 trabajó como asistente de dirección y editor para Douglas Sirk en el corto Sylvesternacht - ein Dialog, de 1978, adaptación de la obra de teatro en un acto de Arthur Schnitzler, y dirigió diversos cortos, series y telefilms.
En 1980 Uli Edel dirigió Yo, Cristina F. (Christiane F. – Wir Kinder vom Bahnhof Zoo), producida por Bernd Eichinger y con guion de Herman Weigel, basada en la historia real de Christiane F., una drogadicta adolescente, en los años 70 en Berlín. La película se estrenó al año siguiente y fue un gran éxito, tanto a nivel nacional como internacional, obteniendo en 1981 la Goldene Leinwand (Pantalla de Oro) (por la venta de más de tres millones de entradas en un periodo 18 meses), así como el Premio Air Canada a la película más popular en el Festival Internacional de Cine de Montreal.
En 1989 Edel y Eichinger volvieron a colaborar en Última salida, Brooklyn (Letzte Ausfahrt Brooklyn, en alemán, y Last Exit To Brooklyn, en inglés) con Stephen Lang y Jennifer Jason Leigh, basada en la oscura y controvertida novela Last Exit to Brooklyn, de 1964, del escritor norteamericano Hubert Selby Jr., que refleja los ambientes marginales de Brooklyn de principios de los años 50. La película supuso un nuevo éxito y Uli Edel obtuvo con ella el premio a la dirección de los Premios Bávaros del Cine en 1989 y al año siguiente la Filmband in Gold (Película de Oro) en las categorías de dirección y mejor película en los Premios del Cine Alemán de 1990.
En 1990 Uli Edel se trasladó a Estados Unidos, donde ha desarrollado gran parte de su carrera, dirigiendo películas, miniseries para televisión y telefilms.
En esta etapa, Edel dirigió las películas para el cine El cuerpo del delito (Body of Evidence), de 1993, thriller erótico con Madonna y William Dafoe, y El pequeño vampiro (The Little Vampire), de 2000, película infantil rodada en Escocia, que obtuvo la Filmband in Gold (Película de Oro) en la categoría de Película infantil o juvenil en los Premios del Cine Alemán de 2001.
Entre las miniseries y películas para televisión dirigidas por Uli Edel en su etapa norteamericana destacan: la miniserie Rasputin, de 1996, rodada en Hungría, que ganó el Golden Globe para la mejor miniserie o película hecha para televisión, con Alan Rickman, que también obtuvo el Golden Globe a la mejor interpretación por su papel de Grigori Rasputín, el controvertido personaje que tuvo una gran influencia en la familia del zar Nicolás II de Rusia; el western Camino al infierno (Purgatory), de 1999; la miniserie Las Brumas de Avalón (The Mist of Avalon), de 2001, rodada en la República Checa, nominada a la mejor miniserie o película para televisión en la Séptima Edición de los Critics' Choice Awards y en los Premios Emmy, y basada en la novela Las nieblas de Avalón, de la escritora norteamericana Marion Zimmer Bradley, que recrea la leyenda del Rey Arturo desde el punto de vista de sus personajes femeninos; la miniserie Caesar, de 2002, rodada en Malta y Bulgaria, con Jeremy Sisto, como Julio César, y Richard Harris, en uno de sus últimos papeles, como Lucio Cornelio Sila; y el telefilm El Rey de Texas (King of Texas), de 2002, adaptación de El rey Lear, de Shakespeare.
Además, Edel dirigió en Estados Unidos algunos episodios de diversas series, como Confessions of a Sorority Girl (de la serie Rebel Highway), Ancient Tribes (de la serie Oz), y cuatro episodios de la serie Homicide: Life on the Street.
En 2004 Uli Edel dirigió en Sudáfrica las dos partes de la coproducción para televisión El Reino del Anillo (Die Nibelungen en Alemania, Sword of Xanten en el Reino Unido, donde se estrenó en cines, Dark Kingdom: The Dragon King en Estados Unidos y The Curse of the Ring en Sudáfrica), que tuvo un gran éxito de audiencia, y que está basada en la Saga Völsunga, un texto islandés en prosa del siglo XIII, y en el poema épico alemán Cantar de los Nibelungos, de la misma época.
De nuevo en Alemania y con Bernd Eichinger como productor, en 2007 Uli Edel dirigió R.A.F. Facción del Ejército Rojo (Der Baader Meinhof Komplex), adaptación cinematográfica del libro homónimo publicado en 1985 por Stefan Aust, redactor jefe de Der Spiegel. La película fue nominada en 2009 para los Premios del Cine Alemán, para los Golden Globe y para el Oscar a la mejor película en lengua extranjera.
En 2009 Edel dirigió Zeiten ändern Dich (en inglés Time You Change), producida también por Eichinger y basada en el libro autobiográfico del cantante de rap Bushido.
En 2012 dirigió por encargo de la ZDF la superproducción de tres capítulos Das Adlon. Eine Familiensaga, emitida en enero de 2013, y que fue nominada en dicho año al premio a la mejor miniserie en los Premios de la Televisión Alemana (Deutscher Fernsehpreis) y ganó el Premio Magnolia al mejor telefilm en el Festival Internacional de Televisión de Shanghái y la Medalla de Plata en los New York Festivals en 2014, en la categoría TV Movie/Drama Special.
En 2013 dirigió en Budapest la miniserie de dos capítulos Houdini, sobre el ilusionista y escapista norteamericano de origen húngaro Harry Houdini, emitida en 2014 y nominada en 2015 para el premio Emmy a la mejor dirección de una miniserie.

## Premios destacados
- Goldene Leinwand (Pantalla de Oro) en 1981, por Yo, Cristina F. (Christiane F. – Wir Kinder vom Bahnhof Zoo).[1]
- Premio a la dirección de los Premios Bávaros del Cine en 1989 por Última Salida, Brooklyn (Letzte Ausfahrt Brooklyn).[3]
- Filmband in Gold (Película de Oro) en las categorías de dirección y mejor película en los Premios del Cine Alemán en 1990 por Última Salida, Brooklyn (Letzte Ausfahrt Brooklyn).[4]
- Golden Globe en 1997 para la mejor miniserie o película hecha para televisión, por Rasputin.[6]
- Filmband in Gold (Película de Oro) en la categoría de Película infantil o juvenil en los Premios del Cine Alemán en 2001 por El pequeño vampiro (The Little Vampire).[5]
- Premio Magnolia al mejor telefilm en el Festival Internacional de Televisión de Shanghái en 2013, por Das Adlon. Eine Familiensaga.[13]

## Filmografía
- 1971: Der kleine Soldat (corto)
- 1973: Tommy kehrt zurück (corto)
- 1978: Der harte Handel (TV)
- 1978: Das Ding (miniserie)
- 1981: Yo, Cristina F. (Christiane F. – Wir Kinder vom Bahnhof Zoo)
- 1984: Eine Art von Zorn (TV)
- 1989: Última salida, Brooklyn (Letzte Ausfahrt Brooklyn)
- 1991: Twin Peaks (temporada 2; episodio 14)
- 1993: El cuerpo del delito (Body of Evidence)
- 1994: Confesiones de una universitaria (Confessions of a Sorority Girl) (TV)
- 1995: Tyson (TV)
- 1995: Rasputin (miniserie)
- 1999: Camino al infierno (Purgatory), (TV)
- 2000: El pequeño vampiro (The Little Vampire)
- 2001: Las brumas de Ávalon (The Mists of Avalon, miniserie)
- 2002: Julio César (Julius Caesar), (TV)
- 2002: El rey de Texas (King of Texas), (TV)
- 2003: Evil Never Dies (TV)
- 2004: El Reino del Anillo (Die Nibelungen), (TV)
- 2008: R.A.F. Facción del Ejército Rojo (Der Baader Meinhof Komplex)
- 2010: Zeiten ändern Dich
- 2013: Das Adlon. Eine Familiensaga (miniserie)
- 2014: Houdini (miniserie)
- 2015: La noche de los desaparecidos (Pay the Ghost)

## Premios y nominaciones
Premios Óscar
| Año  | Categoría                                       | Película                   | Resultado |
| ---- | ----------------------------------------------- | -------------------------- | --------- |
| 2009 | Mejor película extranjera (de habla no inglesa) | Der Baader Meinhof Komplex | Nominado  |